# Yonkaira Peña
Yonkaira Paola Peña Isabel est une joueuse de volley-ball dominicaine née le 10 mai 1993 à  Saint-Domingue. Elle mesure 1,87 m et joue au poste de réceptionneuse-attaquante. Elle totalise 97 sélections en équipe de République dominicaine.

## Clubs
| Club                                | De        | À         |
| ----------------------------------- | --------- | --------- |
| Mirador                             | 2010-2011 | 2010-2011 |
| Universidad de San Martín de Porres | 2011-2012 | 2012-2013 |
| Toray Arrows                        | 2013-2014 | 2013-2014 |
| Bursa BBSK                          | 2014-2015 | 2014-2015 |
| KPS Chemik Police                   | 2015-2016 | …         |

## Palmarès

### Équipe nationale
- Coupe panaméricaine
  - Vainqueur : 2014[3]
  - Finaliste : 2013, 2015[4]
- Jeux d'Amérique centrale et des Caraïbes
  - Vainqueur : 2014.
- Championnat d'Amérique du Nord
  - Finaliste : 2015.
- Coupe panaméricaine des moins de 23 ans
  - Vainqueur : 2012.
- Championnat du monde des moins de 23 ans
  - Finaliste : 2013.

### Clubs
- Championnat du Pérou
  - Finaliste: 2012, 2013.
- Challenge Cup
  - Vainqueur : 2015.
- Supercoupe de Pologne
  - Vainqueur :2015.
- Coupe de Pologne
  - Vainqueur : 2016.
- Championnat de Pologne
  - Vainqueur : 2016.

### Distinctions individuelles
- Coupe panaméricaine de volley-ball féminin des moins de 23 ans 2012: MVP.
- Championnat d'Amérique du Nord de volley-ball féminin 2015: 2e meilleure réceptionneuse-attaquante[5].